# Cederström
Cederström är en svensk adelsätt härstammande från Kalmar

## Historik
Stamfader för ätten är rådmannen i Kalmar, Carl Joensson (död 1670) som med sin hustru Katarina Gerdtsdotter van Glaen blev far till biskopen i Västerås stift, Carolus Carlsson; hans syster gifte sig med prosten Johannes Sigtunia i Arboga och var mormor till Johan Browallius.

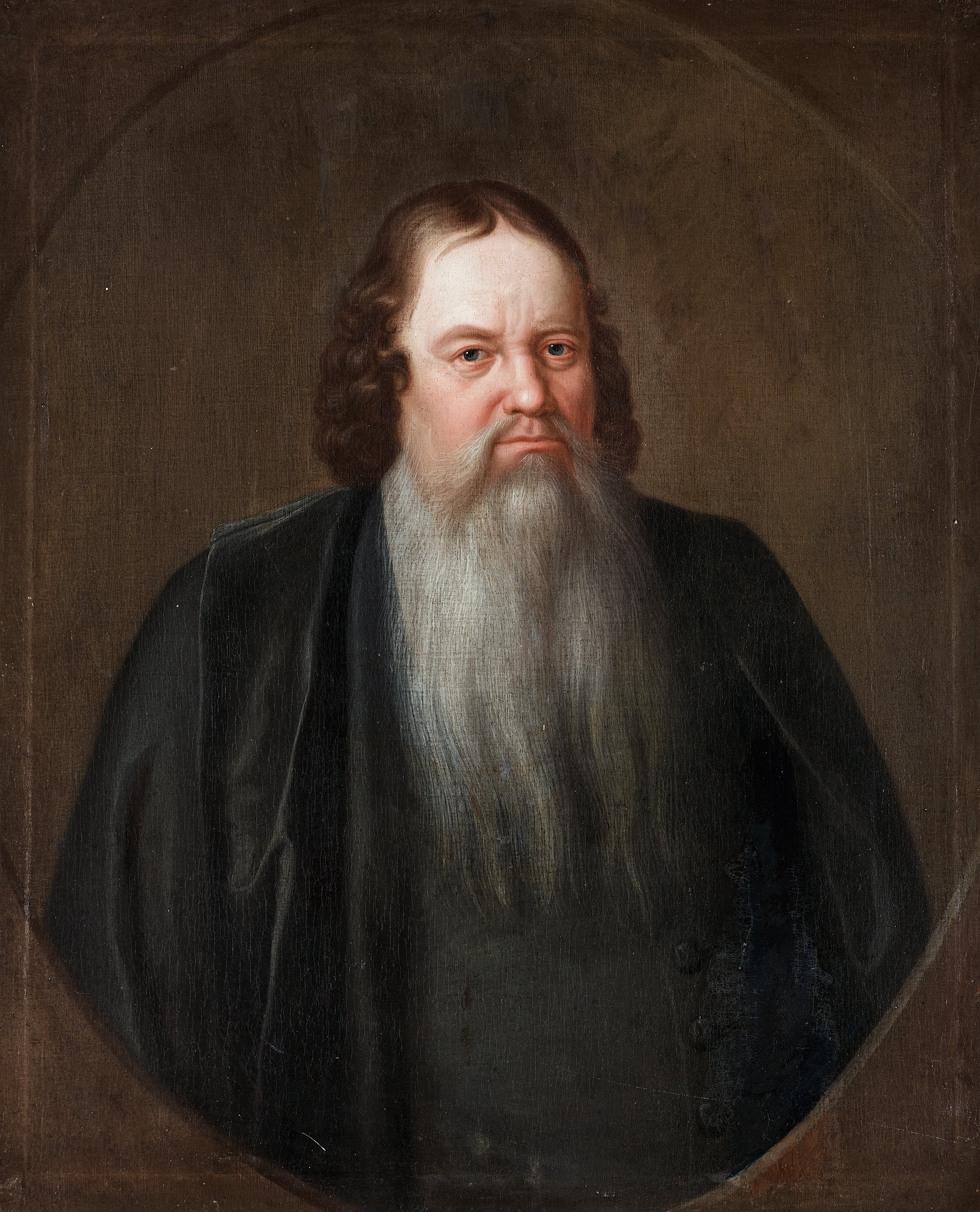
Porträtt av Carolus Carlsson från år 1690 av David Klöcker Ehrenstrahl.

Carolus Carlsson var gift två gånger. Första hustrun var Margareta Svebilia Adlerberg (1659–1688), dotter till ärkebiskop Olaus Svebilius och biskop Samuel Enanders dotter Elisabeth Gyllenadler. Andra hustrun var Catharina Bröms på Wij bruk i Gästrikland, dotter till Sven Bröms och Katarina Halleday, vars mor tillhörde ätten Feif och var Bureättling. Barnen till biskopen adlades 1684 med namnet Cederström och introducerades år 1686 på nummer 1062.
Två söner till biskop Carlsson, halvbröderna Olof och Sven, blev stamfäder till ättens två grenar. Den äldre av bröderna, Olof som var son till Margareta Svebilia Adlerberg, blev år 1731 upphöjd till friherre och introducerades på nummer 211. En ättling till Olof Cederström, Olof Rudolf Cederström, upphöjdes till grevlig värdighet 1819 på nummer 135. Den grevliga ättelinjen upphöjdes enligt 1809 års regeringsform varför endast huvudmannen äger grevlig värdighet. Dennes bror generalmajor Claes Cederström avsade sig sitt adelskap vid riksdagen år 1800 och upptog släktnamnet Claesson.
Den yngre av biskopens söner, Sven, var son till Catharina Bröms och ärvde och drev bruk i Gästrikland och Hälsingland och Ockelboverken. Denna gren utslocknade år 1815.
Av de 335 personer som bär namnet (2004) tillhör dock inte alla denna släkt, Hjalmar Cederström tillhör bland annat inte adelsätten.

## Medlemmar i ätten

### Alfabetiskt ordnade
- Anders Cederström, flera personer
  - Anders Cederström (understallmästare) (1778–1832)
  - Anders Cederström i Beatelund (1805–1885), godsägare och politiker
  - Anders Cederström i Sanda (18341894), godsägare och politiker

- Bror Cederström, flera personer
  - Bror Cederström (1754–1816), militär
  - Bror Cederström (1780–1877), militär, godsägare, hovman och krigsminister
  - Bror Cederström (1824–1893), militär
  - Bror Cederström (1860–1932), militär, spårvägsdirektör och kommunalpolitiker
  - Bror-Gösta Cederström (1900–1984), bibliotekarie
  - B. Marcus Cederström (född 1984), folklorist

- Carin Cederström (född 1925), skådespelare
- Carl Cederström, flera personer
  - Carl Cederström (1830–1900)
  - Carl Cederström (flygpionjär)
  - Carl Cederström (general)
  - Carl Cederström (landshövding i Kopparbergs län) (1706–1793)
  - Carl Cederström i Fredrikslund
  - Carl Emanuel Cederström
- Carola Cederström
- Catharina Cederström
- Charlotta Cederström
- Claes Cederström, flera personer
  - Claes Cederström (1726–1778)
  - Claes Cederström (1772–1840)
  - Claes Cederström (1833–1900)
  - Claes Cederström (1864–1950)
- Fredrik Cederström

- Gunilla Cederström
- Gustaf Cederström
- Gustafva Juliana Cederström

- Jacob Cederström

- Lena Cederström

- Madeleine Cederström
- Marianne Cederström

- Olof Cederström (1679–1745), riksråd
- Olof Rudolf Cederström

- Rudolf Cederström

- Sven Cederström, flera personer 
  - Sven Cederström (1691–1767)
  - Sven Cederström (1710–1781), militär och ämbetsman

- Theresine Cederström
- Thure Cederström

### Ordnade efter födelseår
- Olof Cederström (1679–1745), riksråd
- Sven Cederström (1691–1747), hovmarskalk
- Carl Cederström (1706–1793), landshövding
- Sven Cederström (1710–1781), landshövding
- Bror Cederström (1754–1816), arméchef och generalinspektör
- Christina Charlotta Cederström (1760–1832), konstnär
- Olof Rudolf Cederström (1764–1833), sjömilitär och statsråd
- Claes Cederström (1772–1840), militär och politiker
- Carl Cederström (general) (1774–1842), general
- Anders Cederström (understallmästare) (1778–1832), politiker
- Bror Cederström (1780–1877), krigsminister
- Jacob Cederström (1782–1857), militär, politiker och ämbetsman
- Carl Emanuel Cederström (1804–1892), riksdagsman
- Anders Cederström i Beatelund (1805–1885), politiker
- Bror Cederström (1824–1893), militär
- Carl Cederström (1830–1900), läkare och kommunpolitiker
- Anders Cederström i Sanda (1834–1894), politiker
- Carl Cederström i Fredrikslund (1841–1925), godsägare och riksdagsman
- Thure Nicolaus Cederström (1843–1924), konstnär
- Gustaf Cederström (1845–1933), konstnär
- Bror Cederström (1860–1932), militär, kommunpolitiker
- Claes Cederström (1864–1950), militär och ryttare
- Carl Cederström (1867–1918), flygpionjär
- Rudolf Cederström (1876–1944), musieman
- Carola Cederström (1878–1954), skulptör
- Lena Cederström (1901–1974), skådespelare
- Madeleine Cederström (född 1963), radioprogramledare
- B. Marcus Cederström (född 1984), folklorist